# John Marshall (Kapitän)
John Marshall (* 26. Februar 1748 in Ramsgate, Kent; † 1819) war ein britischer Offizier der Royal Navy. Er war der Kapitän der Scarborough, dem zweitgrößten Transportschiff der First Fleet. Diese Flotte aus elf Schiffen transportierte von 1787 bis 1788 erstmals Sträflinge von England in die damalige Sträflingskolonie Australien.

## Leben
Seine Ausbildung zum Seemann begann John Marshall bereits im Alter von zehn Jahren.
Im 1787 hatte John Marshall, unter der Führung von Arthur Phillip, als Kapitän der Scarborough die Aufgabe erhalten, 30 Mann Besatzung, 50 Royal Marines mit ihren Familien und 208 männliche Sträflinge auf der Scarborough in die Sträflingskolonie Australien zu transportierten. Das knapp 34 Meter lange und 9 Meter breite Schiff legte am 13. Mai 1787 in Portsmouth ab. Es kam am 19. Januar 1788 in der Botany Bay an. Am 6. Mai 1788 verließen die von Marshall kommandierte Scarborough und die von Kapitän Thomas Gilbert kommandierte Charlotte den australischen Kontinent. Sie waren beauftragt worden, bis ins chinesische Kanton (heute Guangzhou), damals ein Handelsposten der Britischen Ostindien-Kompanie, zu segeln.
Auf dieser Reise sahen die Europäer zahlreiche ihnen damals noch unbekannte Inseln, darunter die Gilbertinseln, Abaiang, Aranuka, Kuria und Tarawa sowie die Marshallinseln. Die Marshallinseln erhielten zunächst einen anderen Namen und wurden erst später nach John Marshall umbenannt.
Nach seiner Rückreise nach England und der danach erfolgten Reparatur der Scarborough erhielt Marshall den Befehl, mit der Second Fleet erneut nach Australien zu segeln. Als die Scarborough am 28. Juni 1790 in Port Jackson ankam, waren von den 259 Sträflingen 73 verstorben. Auf den Sträflingsschiffen herrschten unmenschliche Bedingungen, gegen die sich die Sträflinge auflehnten. Die von Sträflingen geplante Meutereien wurden verraten und mit harten Strafen sanktioniert. Danach führte Marshall keine Sträflingstransporte mehr an.
John Marshall nahm am Amerikanischen Unabhängigkeitskrieg und auch an den Napoleonischen Kriegen teil. In den Napoleonischen Kriegen erlitt er in einem Seekampf mit einem französischen Schiff eine schwere Verwundung.